# Lene Krog
Lene Harriet Krog (født 1976 i Odder) er en dansk forfatter. Hun er uddannet modist, med en BA i engelsk og IT.